# Kyrgyzstan Super Cup
Der Kyrgyzstan Super Cup ist ein Fußballpokalwettbewerb in Kirgistan. Der Kyrgyzstan Super Cup wird vom kirgisischen Fußballverband, der Football Federation of Kyrgyz Republic, organisiert. Bei dem Spiel treffen der Meister der Top Liga und der Gewinner des Kyrgyzstan Cup aufeinander. Der Cup wird vor Beginn der neuen Saison ausgetragen. Erstmals wurde der Kyrgyzstan Super Cup 2011 ausgetragen.

## Sieger seit 2011
| Jahr | Sieger                 | Verlierer              | Ergebnis                | Hinspiel/Rückspiel |
| ---- | ---------------------- | ---------------------- | ----------------------- | ------------------ |
| 2011 | FC Neftchi Kochkor-Ata | FK Dordoi Bischkek     | 2:1                     |                    |
| 2012 | FK Dordoi Bischkek     | Abdish-Ata Kant        | 5:1                     | 3:1/2:0            |
| 2013 | FK Dordoi Bischkek     | Alga Bischkek          | 6:2                     | 3:0/3:2            |
| 2014 | FK Dordoi Bischkek     | Alai Osch              | 3:0                     |                    |
| 2015 | Keine Austragung       | Keine Austragung       | Keine Austragung        | Keine Austragung   |
| 2016 | Abdish-Ata Kant        | Alai Osch              | 1:0                     |                    |
| 2017 | Alai Osch              | FK Dordoi Bischkek     | 4:1                     |                    |
| 2018 | Alai Osch              | FK Dordoi Bischkek     | 2:2 (n. V.) 4:2 (n. E.) |                    |
| 2019 | FK Dordoi Bischkek     | Alai Osch              | 2:1                     |                    |
| 2020 | FK Dordoi Bischkek     | FC Neftchi Kochkor-Ata | Keine Austragung        | Keine Austragung   |
| 2021 | FK Dordoi Bischkek     | Alai Osch              | 3:1 (n. V.)             |                    |
| 2022 | FK Dordoi Bischkek     | FC Neftchi Kochkor-Ata | 1:1 5:4 (n. E.)         |                    |
| 2023 | Alai Osch              | Abdish-Ata Kant        | 1:0                     |                    |